# NGC 5282
NGC 5282 este o emission-line galaxy⁠(d) situată în constelația Câinii de Vânătoare. A fost descoperită în 22 mai 1881 de către Édouard Stephan⁠(d). Se află la o distanță de 133,66 de megaparseci de Pământ.